# Vila Tugendhat
Vila Tugendhat v Brně je ojedinělým projevem funkcionalistického a internacionalistického uvažování německého architekta Ludwiga Miese van der Rohe, který v roce 1928 vypracoval návrh stavby na zakázku manželů Grety (1903–1970) a Fritze (1895–1958) Tugendhatových. Grete, rozená Löw-Beerová a prvně provdaná Weissová, byla jedinou dcerou významného moravského textilního průmyslníka Alfreda Löw-Beera (1872–1939). Parcela i financování celé výstavby vily byly svatebními dary mladým novomanželům, kteří se vzali roku 1927. Fritz Tugendhat byl také dědicem textilních továren, které provozoval jeho otec Emil (1867–1928). Od roku 1958 byla vila využívána jako zdravotnické zařízení, roku 1963 byla prohlášena Národní kulturní památkou. Po mnohaleté snaze odborníků v oblasti dějin architektury i architektů byla vila Tugendhat roku 2001 zapsána do seznamu světového dědictví UNESCO. Je uvedena také v katalogu moderní architektury mezinárodní organizace Iconic Houses, která sdružuje mimořádná díla světových architektů, architektonicky významné domy, domy umělců a ateliéry z 20. století přístupné veřejnosti jako domovní muzea.

## Geografická poloha vily v rámci Brna
Vila Tugendhat se nachází na adrese Černopolní 45, na území městské části Brno-sever v katastrálním území Černá Pole na parcele č. 3365. Patří k ní i přilehlá zahrada s parcelním číslem 3366. Pozemek v příkrém jílovitém svahu byl součástí většího pozemku, jenž zakoupil roku 1913 Gretin otec Alfréd Löw-Beer spolu s vilou na ulici Drobného (v době výstavby vily se ulice jmenovala Parkstraße, čes. Sadová). Vilu i s pozemkem tehdy Löw-Beer odkoupil od dědiců dřívějšího majitele vily, Moritze Fuhrmanna, jenž ji vlastnil od roku 1903.

## Pozice vily Tugendhat v kontextu moderní meziválečné architektury
Společně s tzv. barcelonským pavilónem na výstavě EXPO v Barceloně (1929) bývá vila považována historiky architektury za nejvýznačnější meziválečné dílo architekta Ludwiga Miese van der Rohe. Podle některých historiků architektury (Rostislav Švácha, V. M. Lampugnani) posunula stavba měřítka moderního bydlení. Velké prosklené plochy oken se již vymanily z tabuizované zóny plýtvání teplem a energiemi (každé okno je tepelným mostem, kterým z budov uniká teplo), nosnou funkci stěn či překladů převzala ocelová nosná konstrukce. A jakkoliv vila Tugendhat bezesporu patří k dílům, jež bychom snadno přikryli pojmem funkcionalismus, právě v této otázce mu příliš neodpovídá. Až rozmařile velký prostor, jehož obytná část (říkejme jí třeba „obývák“) má 160 metrů čtverečních, celková zastavěná plocha přesahuje 2000 metrů čtverečních, kontrastují s neutěšenou meziválečnou bytovou krizí tehdejšího Brna. Zatímco jen několik let před vybudováním vily vzniká ilegální nouzová kolonie Kamenka, kterou si po večerech staví zaměstnanci brněnských cihelen, je obrovská vila rodiny Tugendhat-Löw-Beer jasnou ostění bohatství a moci. A podobně je tomu s materiálem užitým při výstavbě vily: drahé polodrahokamy (aragonit, tzv. onyxový mramor), travertin či dýhy vzácných stromů, to vše jde spíše proti myšlence funkcionalismu. A pokud má forma následovat funkci, i zde se Mies svou koncepcí od funkcionalismu lehce odchyluje: obrovská místnost v prvním nadzemním podlaží, jež sloužila jako sklad zahradního nábytku, neměla stálé využití a rozměry ani záměru tohoto využití neodpovídala. Půdorysem však musela nezbytně kopírovat prostory druhého nadzemního podlaží, proto je tak velká, ačkoliv celý její prostor nebyl nikdy plně využit. Oproti tomu Mies dodržuje funkcionalistickou myšlenku např. v absenci pokoje pro hosty.

## Popis

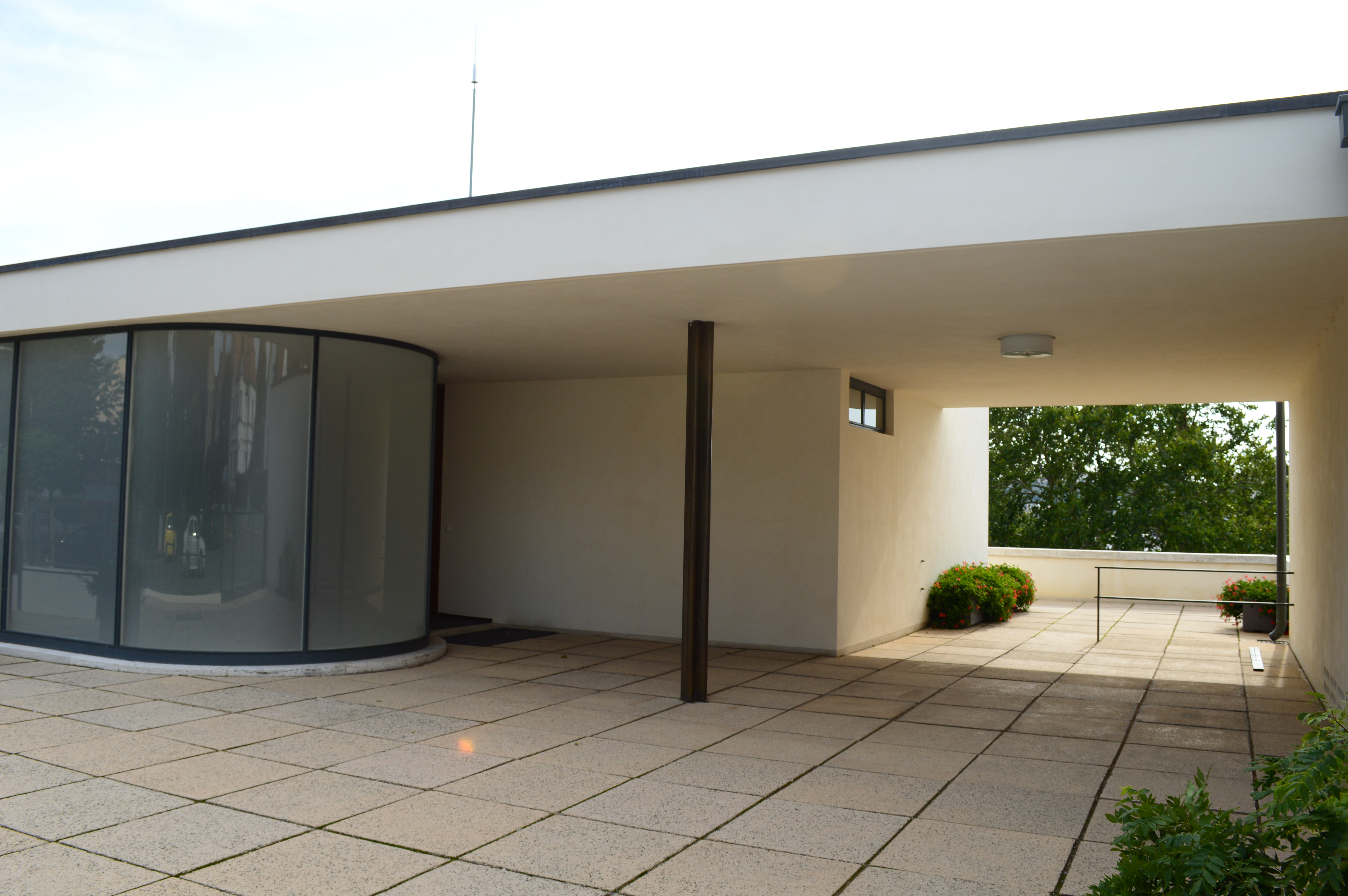
Vila Tugendhat, zahradní průčelí

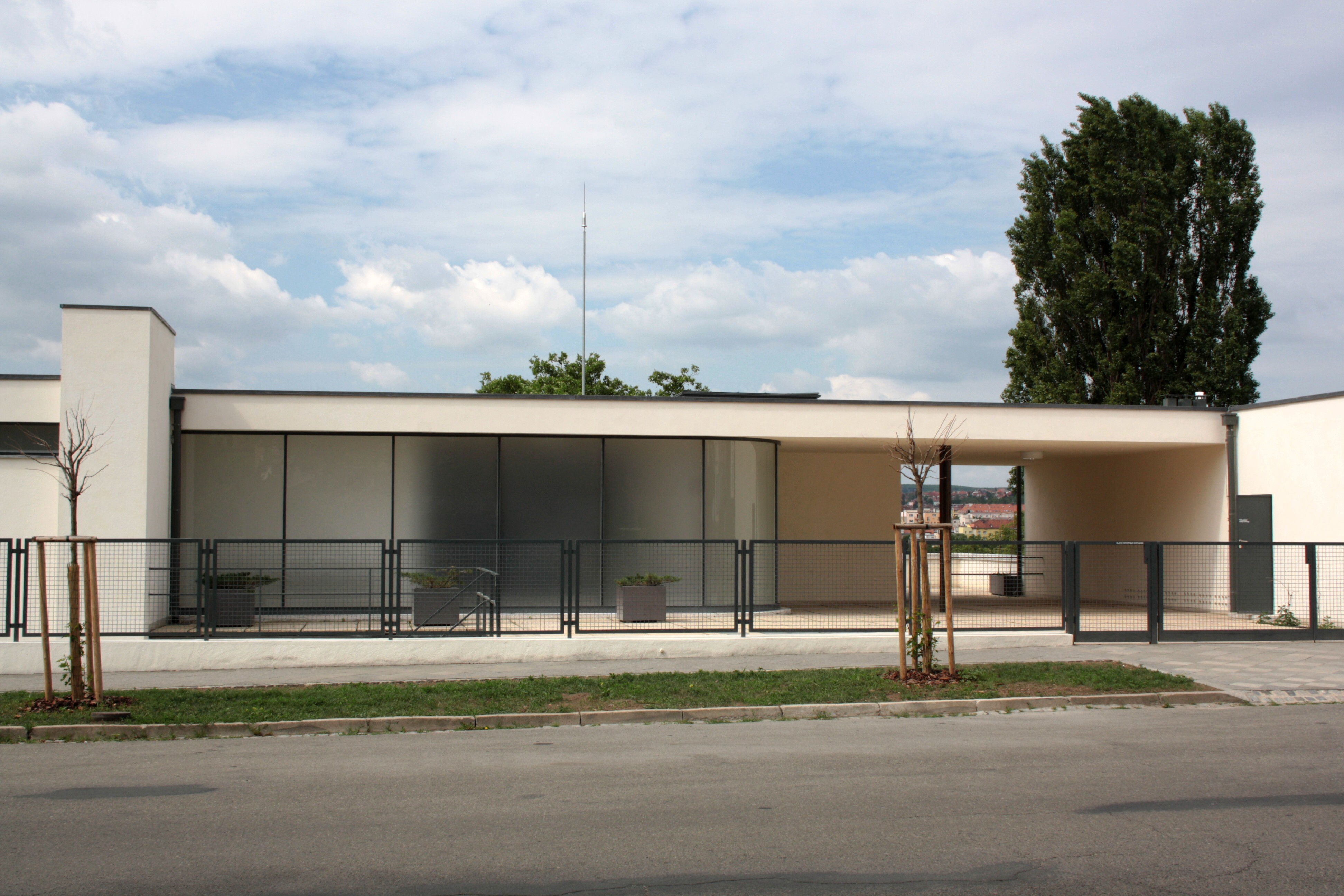
Průčelí vily z ulice působí velmi prostě

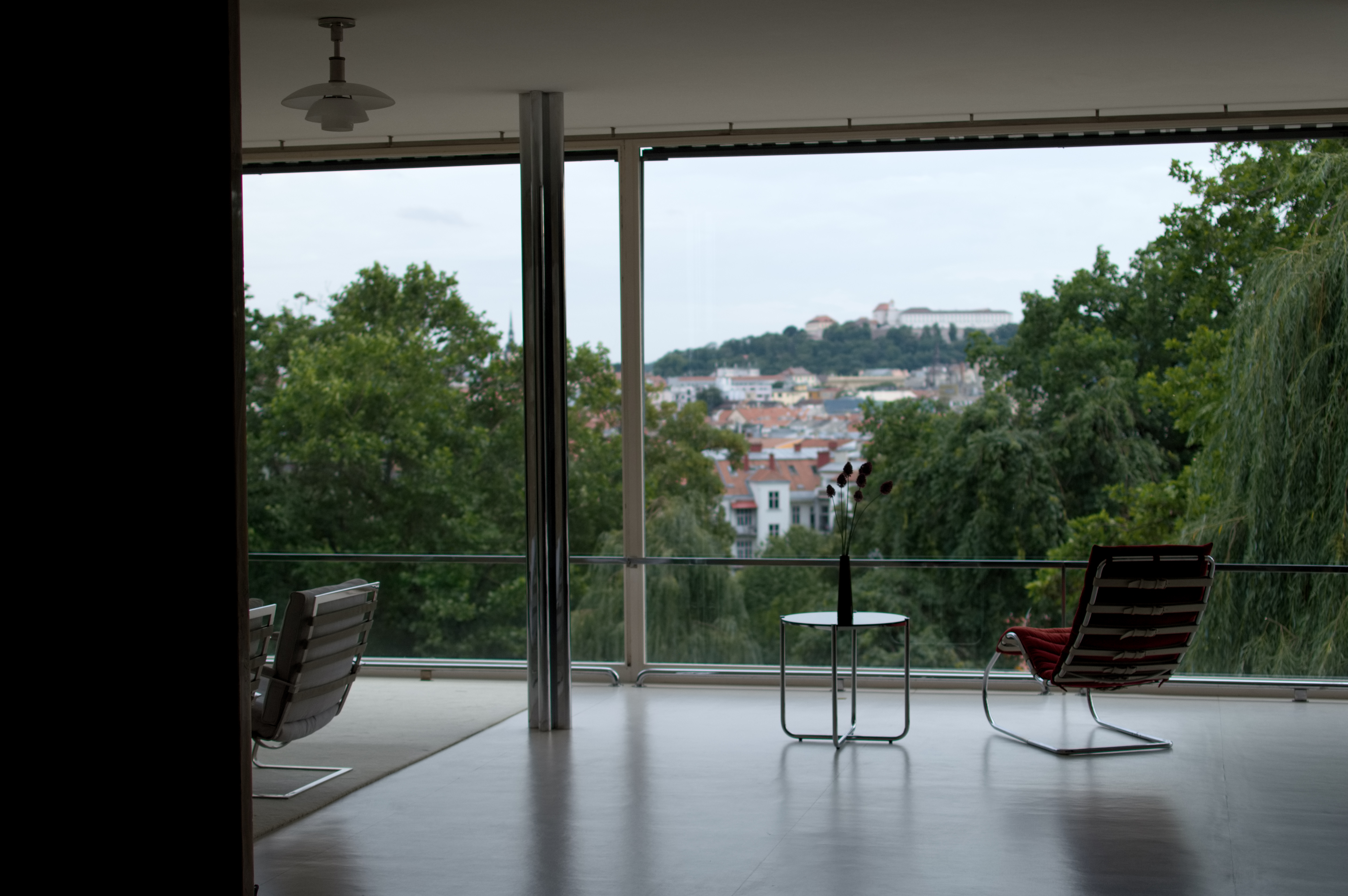
Interiéry vily Tugendhat

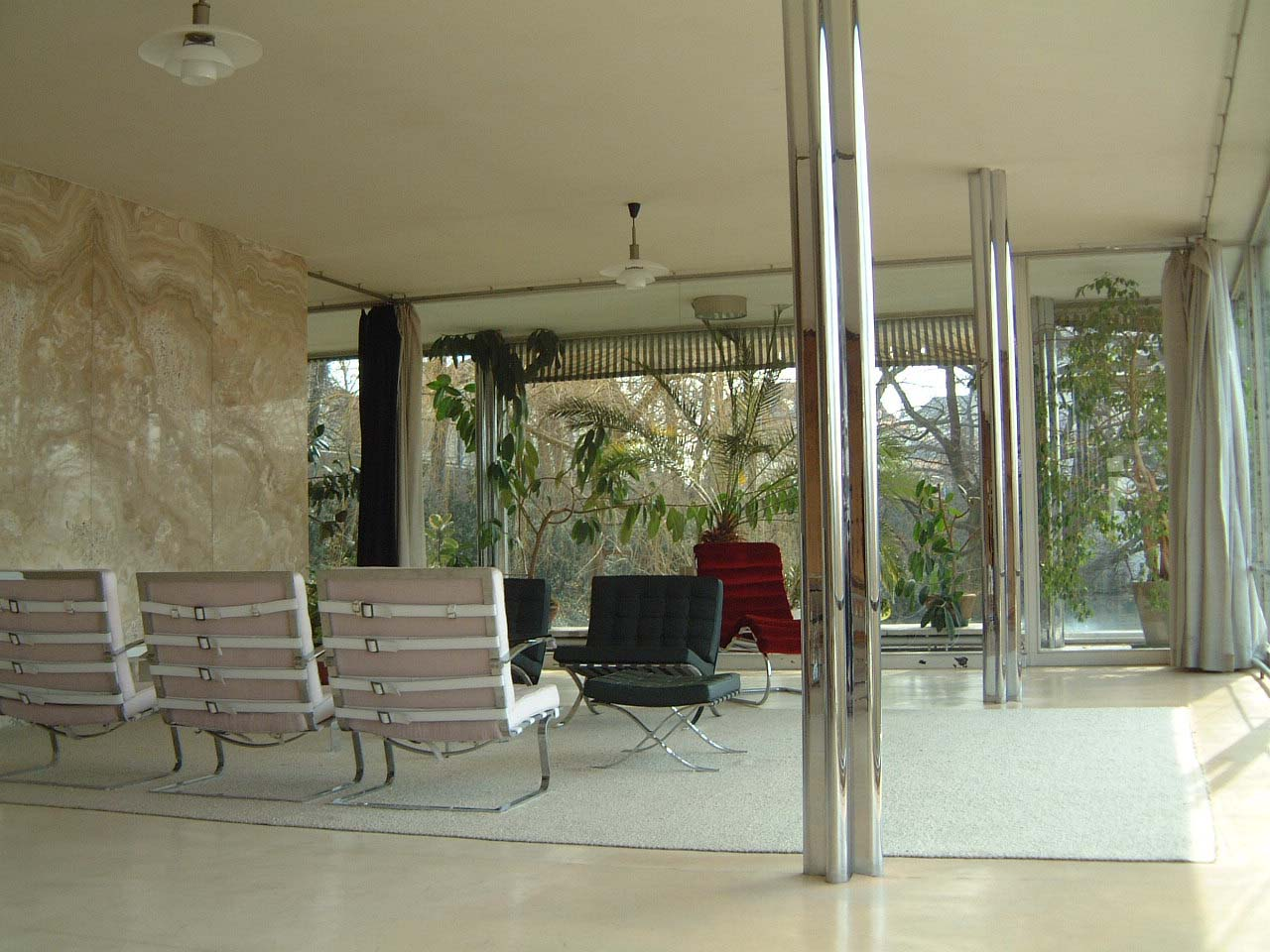
Obývací pokoj

Samotný prostor je tvořen třemi patry, přestože z pohledu z ulice vila působí jako přízemní jednopodlažní budova. Horní patro obsahuje přijímací halu, oddělené ložnice manželů Tugendhatových (se sociálním zařízením), dva dětské pokoje a pokoj vychovatelky (druhé sociální zařízení) a rozlehlou terasu. K hornímu patru přiléhá také byt správce a garáž pro dvě auta. Konstrukci vily tvoří ocelový skelet, železobetonové stropy a cihelné zdivo. Terasy a schodiště mají travertinové obklady. Nosné ocelové pilíře architekt nijak neskrýval, jen je v obytné části nechal obalit chromovanými krytkami.
Prostřední patro sloužilo jako obytná a reprezentativní část. Obsahuje volný prostor náznakově dělený závěsy, jednou dřevěnou půlkruhovou stěnou (oddělující jídelní prostor) a jednou tzv. onyxovou příčkou, oddělující pracovní prostor od obývacího. Onyxová stěna (nejde zde o minerál onyx, nýbrž o odrůdu aragonitu) má tu jedinečnou vlastnost, že pod určitým úhlem propouští sluneční paprsky a mění se tak její barva. Pořízení onyxové stěny bylo však velmi nákladné – stěna stála 200 000 prvorepublikových korun. Součástí prostředního patra je i skleněnou stěnou oddělená zimní zahrada, která měla své vlastní mikroklima. Celá přední strana pokoje je prosklená sedmi velkými tabulemi velmi průzračného skla o rozměrech 5 × 3,5 metru a síle 9,8 mm. Dvě z těchto tabulí bylo možno posouvat elektromotory, případně je celé zasunout pod podlahu a otevřít tak pokoj do zahrady.
Spodní patro, které je v současné době přístupné v rámci rozšířeného návštěvního okruhu, bylo vyhrazeno služebnictvu a technickému zázemí (strojovna vzduchotechniky, kotelna, strojovna pro elektrické spouštění oken, prádelna, fotokomora, místnost pro kožichy). Vytápění prostředního patra bylo na tehdejší dobu pokrokovým – na rozdíl od horního a spodního patra, kde byly normální radiátory, se prostřední patro vytápělo horkým vzduchem. Horký vzduch bylo možno pomocí technického zařízení, umístěného ve zvlášť vyhrazené místnosti ve spodním patře, nejdříve smísit s čerstvým vzduchem přiváděným průduchem z technické terasy nebo v létě s chladným vzduchem z chladicí místnosti, kde byl ochlazován vodou polévanými mořskými kameny. Smíšený vzduch byl poté zbaven nečistot v olejovém filtru, následně „provoněn“ ve filtru z cedrových hoblin a pak vháněn do obytného patra průduchy v podlaze a ve stěnách.
Ve spodním patře jsou vystaveny fotografie Fritze Tugendhata dokumentující stavbu a zařízení vily. Právě Tugendhatova záliba ve fotografování byla důležitým zdrojem pro původní vzhled domu, podle kterého se orientovaly návrh a provedení rekonstrukce vily v letech 2010–2012.

## Historie

### Výstavba
Architektonický návrh vytvořil koncem roku 1928 německý architekt Ludwig Mies van der Rohe, který na pozvání manželů Tugendhatových přijel do Brna v září zmíněného roku. Stavba byla zahájena v červnu následujícího roku (1929), jako generální dodavatel byla zvolena brněnská firma Mořice a Artura Eislerových. Na stavbě se podílela řada domácích i zahraničních firem, přírodní materiál se dovážel z různých koutů světa.
Stavbu financoval otec Grety Tugendhatové, textilní průmyslník Alfred Löw-Beer, a architektu Miesovi van der Rohe nestanovil žádný finanční limit. Celá stavba domu včetně vybavení a zahrady přišla na jeden milión tehdejších říšských marek, jak víme z dopisu Miesova žáka Philipa Johnsona Henry-Russelu Hitchkockovi, což mohlo odpovídat asi osmi miliónům tehdejších československých korun (prvorepublikovou vilu jste mohli pořídit v průměru za 250 000 Kčs, městské lázně vystavěl Bohuslav Fuchs ve stejné době za 7,5 miliónu tehdejších Kčs). Vila byla postavena v rekordně krátké době, stavba trvala pouhých 14 měsíců. Již v prosinci 1930 se manželé Tugendhatovi mohli do vily nastěhovat.

#### Počátky: jak Grete poznala Ludwiga (1927, Berlín)
Grete Tugendhat se s Ludwigen Miesem van der Rohe seznámila za svého pobytu v Berlíně roku 1927, kde studovala dějiny umění. Okruh jejích berlínských přátel se pravidelně scházíval v tzv. Perlesově vile, která Gretu uchvátila velkými okny, směřujícími přímo do zahrady. Když se Eduarda Fuchse, historika umění, jenž tehdy ve vile bydlel, zeptala, kdo vilu postavil, dostalo se jí odpovědi, že Mies van der Rohe. Roku 1911 zadal Hugo Perls zakázku Peteru Behrensovi. V jeho ateliéru tehdy pracoval pětadvacetiletý syn kameníka: Ludwig Mies (tehdy si ještě neříkal "van der Rohe"). Grete Miese oslovila s nabídkou stavby v Brně. Ten zpočátku nabídku odmítl se slovy: „Příliš na východ od Berlína,“ v září roku 1928 však Brno navštívil. Z pozemku se mu naskytl uchvacující pohled na brněnské panorama, zleva lemovaný gotickou katedrálou sv. Petra a Pavla, s dominantou hradu Špilberk, zprava uzavřen pravoslavným kostelem sv. Václava. A především: díval se přímo na západ a okamžitě zapojil paprsky zapadajícího slunce do celého konceptu. Proto stojí tzv. onyxová příčka, jež je translucidní (světelně polopropustná), v takovém úhlu, aby paprsky zapadajícího slunce procházely materiálem vápence a utvářely neskutečné světelné divadlo.

#### Biancošek. Neomezené finanční možnosti
Mies byl v době realizace projektu proslulý náročností na materiál užitý při stavbě. S tím do projektu vstupovali také stavitelé. Alfréd Löw-Beer poskytl dceři biancošek, a Mies tak nemusel řešit, odkud materiál získá. Např. travertin, užitý ve vstupní hale a na terasách, pochází z italského Tivoli, z oblasti Lazio. V tamních lomech se však již několik let travertin netěžil a Mies si nechal části lomu znovu otevřít. Věděl, že v porézním materiálu se právě v této oblasti nacházejí také kousky vzácného onyxu. Cenu vily jsme na základě dostupných archivních materiálů schopni odhadnout jen velmi hrubě. Jediný doklad o ceně, který je badatelům k dispozici, je dopis Miesova žáka Philipa Johnsona jistému Hitchkockovi. V něm zmiňuje, že stavba „ještě před dokončením stála 1 milion marek“. Jeden milion říšských marek tehdy odpovídal zhruba 8 milionům československých korun. Pro srovnání – běžný rodinný řadový domek v Brně bylo možno v letech 1928–1932 postavit pod 100 tisíc korun, stavba samostatně stojícího domu stála cca 150–250 tisíc (často včetně pozemku). Cenovou relaci výmluvně ilustruje také výpověď pamětníka, architekta Karla Haimanna: „To bylo totiž tak. Když někdo řekl, že to se u nás nemůže dělat, tak řekli: nedělej, já to nechám udělat v Berlíně a pošlu to sem, na tom nezáleželo. To je jasné, že když stavba stojí několik miliónů, tak 100 tisíc na dopravu, na tom už nezáleží (…) My jsme si řekli mezi sebou: má prachy, tak proč by neinvestoval? Protože tam byli zaměstnaní řemeslníci, kteří normálně snad ani práci neměli. Protože všechno chtěl přesně, všechno muselo být vypracované detailně, tak každý měl radost, že má peníze.“
Známý je především prosklený hlavní obytný prostor vily Tugendhat se zimní zahradou. Dům byl ve své době převratný z několika důvodů:
- obyvatelný „volně plynoucí prostor“ („frei fliessender Raum“)
- dvě ze čtyř čelních oken (3 x 5 m) hlavního obytného prostoru bylo možné zcela spustit do podlahy a splynutí interiéru s přírodou v zahradě bylo velmi působivé (propojení vnitřního a vnějšího prostoru)
- nosný systém budovy je tvořen ocelovou nosnou konstrukcí. Nýtovaný skelet má vyšší nosnost než skelet svařovaný. Váhu budovy tudíž nenesou nosné zdi a překlady, nýbrž 29 ocelových nýtovaných nosných sloupů, opatřených v exteriérech mosaznou kapotáží (opláštěním), v interiérech a) mosazným pochromovaným opláštěním, b) plavě žlutým nátěrem (takové sloupy jsou k vidění např. v kuchyni), přičemž nýty zůstávají zabroušeny a nevystupují tak z profilu úhelníků, c) plavě žlutým nátěrem, přičemž nýty již zabroušeny nejsou, nebo d) jsou sloupy ponechány bez kapotáže i jakékoliv další povrchové úpravy. Takové se nacházejí v prvním nadzemním podlaží a v technickém zázemí.[12] V exteriéru jsou nosné sloupy opatřeny mosaznou kapotáží, aby se do konstrukce nedostávala vlhkost.

### Druhá světová válka
Manželé Tugendhatovi však obývali vilu pouze do roku 1938, kdy jakožto Židé v obavě o svůj další osud opustili před hrozbou německé expanze Československou republiku. Jelikož odjeli relativně brzy, ještě před Mnichovskou dohodou, stačili si s sebou odvézt velkou část vnitřního vybavení svého domu. Z tehdejšího Československa odjela v květnu nejprve Grete s dětmi, později se k nim připojil i Fritz. Z výletu do švýcarského St. Gallenu se však stala emigrace, jíž bylo švýcarské město pouhým počátkem. Rodina pokračovala do Londýna, v němž tehdy žil otec Hanny Hans Weiss, a s bitvou o Británii rodina pokračovala do Venezuelského Caracasu, kde získala vízum nejprve právě Hannah Weiss-Tugendhat.

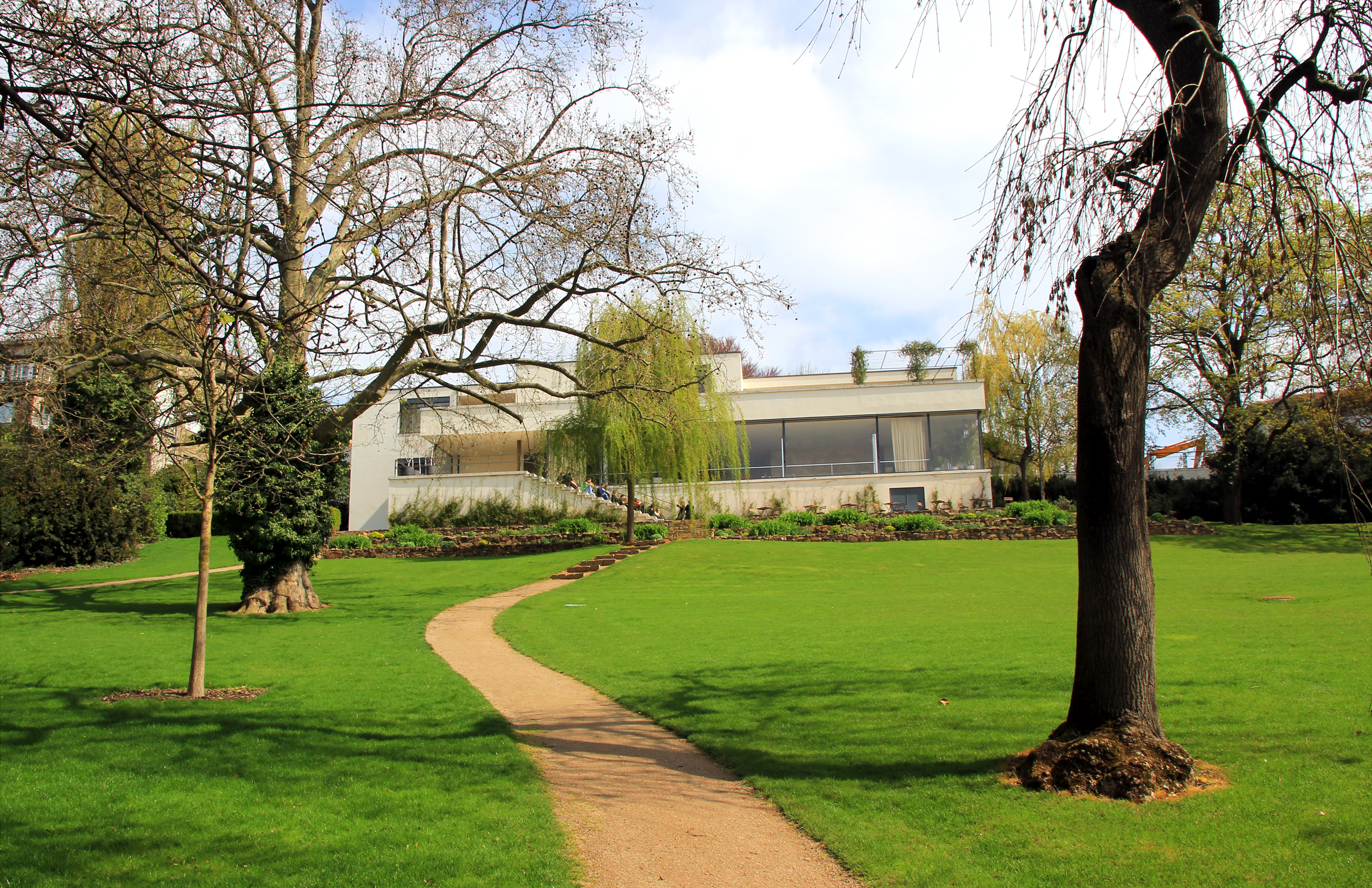
Vila Tugendhat ze zahrady

Samotná budova se nevyhnula obsazení německými okupačními úřady. Na podzim roku 1939 ji zabavilo gestapo a o tři roky později byla dokonce zapsána jako majetek Velkoněmecké říše. V letech 1942–1945 měl vilu pronajatou Walter Messerschmidt, ředitel Klöcknerwerke v Brně, který ji využíval jako byt a kancelář. Inicioval první zásadní stavební úpravy (zvýšení komína, zazdění mléčného skla ve vstupní hale a průchodu na horní terasu).
Během války byla také odstraněna zaoblená stěna z makassarského ebenu, vytvářející jídelní kout vily.
V roce 1945 zabrala vilu Rudá armáda a použila ji k ubytování sovětských vojáků, a to včetně jejich koní. V této době byla zničena převážná část zbylého vybavení a mobiliáře, například police knihovny z exotického dřeva posloužily za otop. Největší ztráta však nastala několik měsíců předtím, kdy byla při náletu na Brno výbuchem pumy zničena všechna okna hlavního obytného prostoru kromě jednoho, které bylo v té době zřejmě zasunuté do podlahy. Tato koncepčně důležitá část vily byla nahrazena provizorním zasklením z malých skleněných tabulek do nově vložených dřevěných rámů.

### Prohlášení národní kulturní památkou
Technická struktura stavby však zůstala i přes válečné újmy zachována. Po osvobození vila sloužila jako soukromá škola rytmiky a taneční gymnastiky paní Karly Hladké, a to v rozmezí let 1945–1950. Pak byla vila předána Státnímu ústavu léčebného tělocviku, který zde prováděl rehabilitaci dětí s vadami páteře a špatným držením těla. V 60. letech se ozývaly hlasy o významu vily jako památky moderní architektury. Tyto hlasy byly vyslyšeny 6. prosince 1969, kdy byl dům zapsán do Státního seznamu kulturních památek.

### Rekonstrukce v osmdesátých letech
V 80. letech 20. století proběhla stavební rekonstrukce, která již tenkrát byla často kritizována. Tato kritika se týkala hlavně nedůslednosti při zasklívání hlavního obytného prostoru (nepodařilo se sehnat patřičně veliké tabule skla, nová skla byla slepena silikonem ze dvou dílů). Použita byla zcela běžná skla, na rozdíl od původních, která byla při výrobě leštěna unikátní a velmi nákladnou technikou tak, aby se prakticky neleskla. Jediné dochované původní pohyblivé sklo bylo zničeno. Zničeno bylo také do té doby dochované zařízení koupelny (kovové baterie, umyvadla, obklady). Chromované doplňky a osvětlovací tělesa byly nahrazeny běžnými, typovými výrobky osmdesátých let. 
Obecně lze říci, že rekonstrukce budovu stavebně zachránila, neboť některé její části skutečně byly před rekonstrukcí výrazně stavebně poškozené. V obecné rovině také rekonstrukce opravdu znamenala rehabilitaci vily jako stavby památkově cenné. Současně ale některými výše zmíněnými přehmaty památkovou hodnotu stavby skutečně poškodila.
Od počátku 90. let do roku 1994 sloužila stavba komerčním účelům.

### Dělení Československa a zpřístupnění veřejnosti
Dne 8. června 1992 zde bylo vedeno první kolo koaličních rozhovorů vítězů tehdejších voleb, mezi předsedou vlády České republiky Václavem Klausem a předsedou vlády Slovenské republiky Vladimírem Mečiarem. Dohoda o rozdělení Československa byla podepsána 26. srpna téhož roku také na tomto místě. Následně se zde ještě o rok později jednalo o dělení federálního majetku.
Z rozhodnutí Rady města Brna byla vila předána do užívání Muzeu města Brna, které ji od 1. července 1994 veřejnosti zpřístupnilo jako památník moderní architektury.
Osudy domu (ne však už jeho majitelů) se staly inspirací pro román Simona Mawera Skleněný pokoj z roku 2009.

### Rekonstrukce v letech 2010–2012

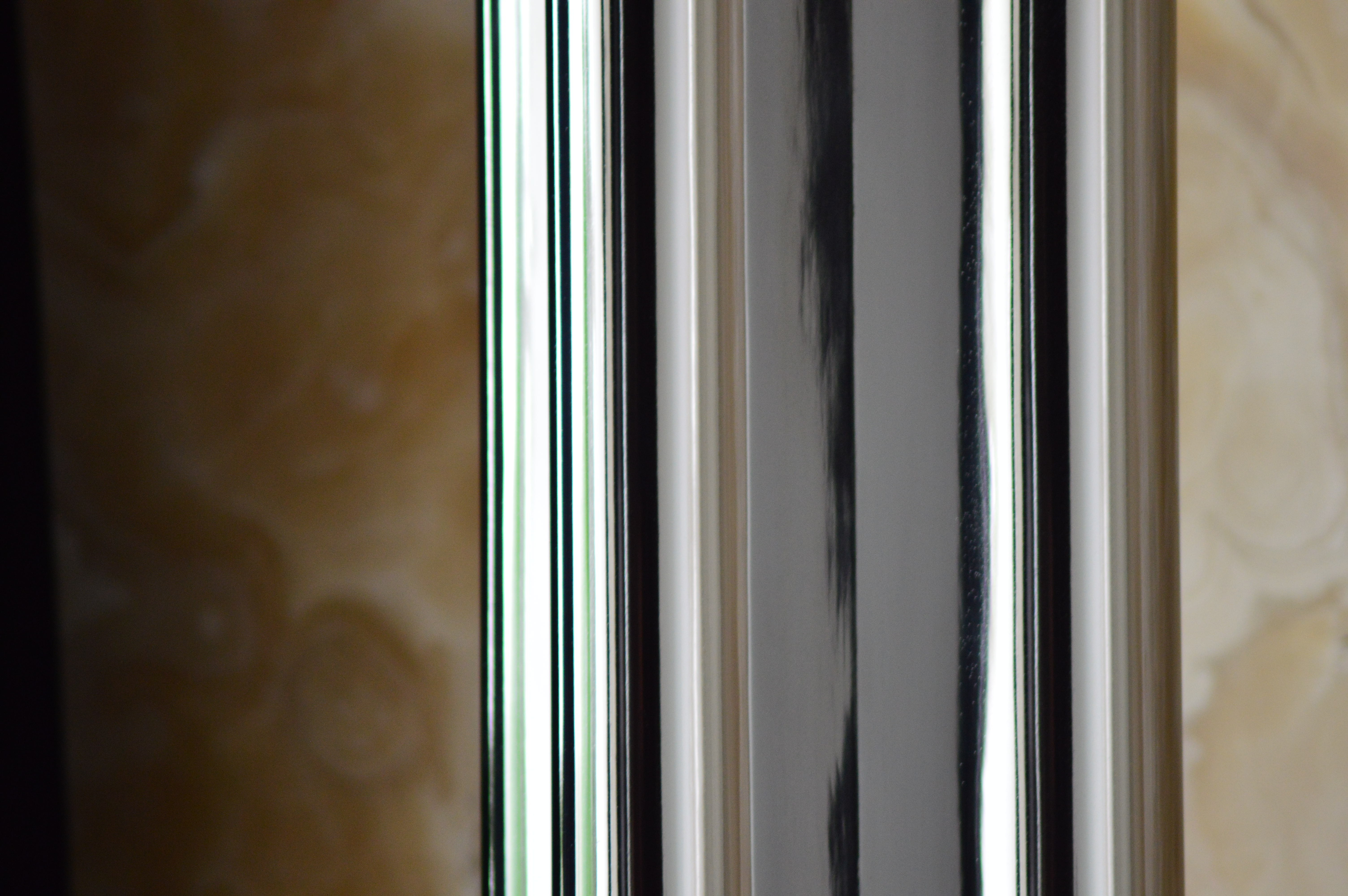
Vila Tugendhat, detail

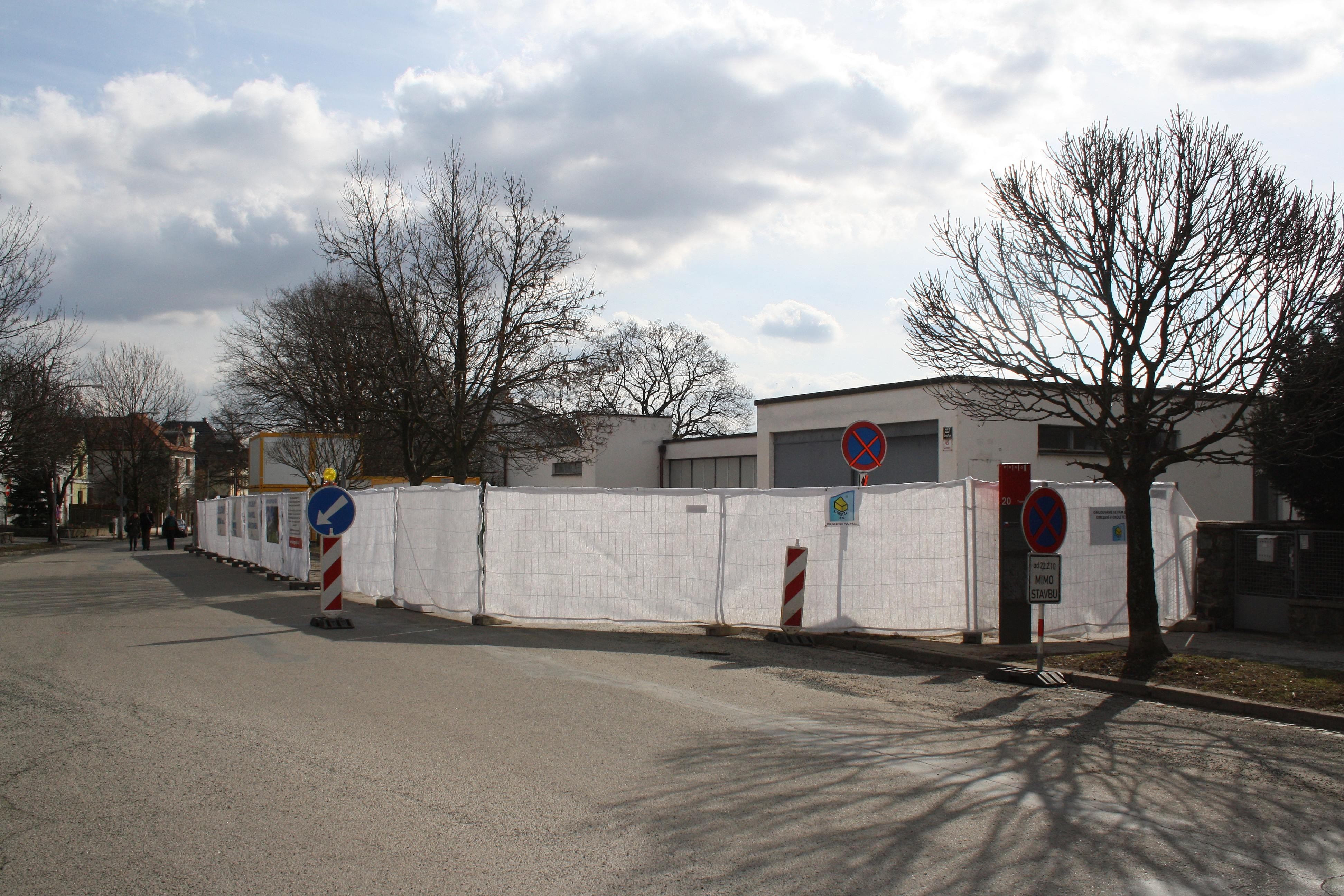
Rekonstrukce vily v roce 2010

V roce 2004 začaly pokusy o další rekonstrukci vily. Soutěž, kterou vyhrála společnost OMNIA projekt, s.r.o., však byla označena za zmanipulovanou a v roce 2008 antimonopolním úřadem na základě rozhodnutí Nejvyššího správního soudu zrušena. Potomci původních majitelů žádali v letech 2006 a 2007 o navrácení vily a nabízeli provedení rekonstrukce na vlastní náklady, to však město Brno odmítlo a nakonec přistoupilo k tomu, aby společnost OMNIA Projekt realizovala svůj původní vítězný projekt.
V letech 2010 až 2012 tak byla vila kvůli rekonstrukci, která stála 174 milionů korun, uzavřena a znovu otevřena až 29. února 2012 (pro veřejnost 6. března). Primátor města Brna Roman Onderka při té příležitosti obhajoval výjimečností stavby výši vstupného, které bylo stanoveno na 350 Kč za delší z nabízených okruhů.

#### Rekonstrukce makassarové příčky
V rámci rekonstrukce se do vily vrátila např. část původní půlkruhové stěny z makassarského ebenu oddělující plochu jídelny od zbylého prostoru (v Miesových plánech je označena jako "Essnische", "jídelní nika"), která byla krátce předtím objevena historikem umění Miroslavem Ambrozem. Miroslavův bratr Vladimír Ambroz je architektem a na rekonstrukci a přípravných pracích na vile se podílel. V budově brněnské právnické fakulty sídlilo od roku 1942 gestapo a právě v prostorách kantýny použili příslušníci gestapa makassarovou dýhu jako ostění baru. Vzácný materiál, makassarský eben, roste pouze v oblasti Makassar na ostrově Celebes v Indonésii, jeho těžba je dnes ilegální, vytvoření replik tak nepřipadalo během rekonstrukce v úvahu. „Jel zvlášť do Paříže,“ řekla roku 1969 Grete Tugendhat během své přednášky v Brně, „aby nalezl dostatek dlouhých dýh ebenového dřeva z Makassaru pro okrouhlou zeď v jídelně našeho domu, aby nebylo vidět žádné dělení a aby dýhy skutečně sahaly od podlahy až ke stropu.“

#### Rekonstrukce dalších dřevěných prvků
Ve vstupní hale je jako ostění použita dýha palisandru, vzácného palisandru Rio (Dalbergia nigra). Tento druh je velmi ohrožen a jeho výskyt je v současnosti omezen na brazilskou oblast Mata Atlântica. V pokoji Hany bychom pak našli vzácnou dýhu jihoamerického zebrana (Microberlinia).

#### Rekonstrukce nábytku
Ve vile se původně nacházelo 59 kusů nábytku čtrnácti různých typů. Z těchto původních kusů se dochovaly pouze čtyři: komoda, jejíž autorkou byla německá designérka a Miesova přítelkyně Lilly Reich, lavice, konferenční stolek a rudý chaise longue. V 60. letech je objevil a daroval Muzeu města Brna Jan Dvořák. Ten je roku 2011 daroval Moravské galerii a k 21. únoru 2008 byly uznány za kulturní památku. Lze rozlišovat čtyři základní kategorie nábytku: a) nábytek navržený Miesem van der Rohe pro jiné budovy (např. pro Barcelonský pavilon), b) nábytek navržený Miesem van der Rohe přímo pro vilu, c) nábytek navržený Lilly Reich, d) nábytek navržený československými či německými firmami. Z první kategorie jsou důležitými představiteli světově proslulá křesla typu „Barcelona“, vulgo „Barcelonky“. Ty Mies navrhl roku 1928 pro barcelonský pavilon. Dalším příkladem jsou křesla typu "Stuttgart", která navrhl do interiéru stuttgartského sídliště Weissenhofsiedlung roku 1927. V druhé kategorii bychom nalezli nábytek z Gretina pokoje, v němž se nachází křeslo typu „Brno“, v pokoji vychovatelky dětí Irene Kalkofen bychom již našli křeslo typu „Tugendhat“. Všechny tyto typy byly Miesem navrženy přímo pro vilu. Ve třetí kategorii se nachází tvorba německé designérky a od roku 1921 Miesovy partnerky Lilly Reich. Je autorkou bufetu z bíle lakovaného dřeva, jehož výrobu obstarala firma S. B. S. Standard bytová společnost. Ve čtvrté kategorii jsou právě kusy bílého lakovaného nábytku vyrobeného firmou S. B. S. Standard bytová společnost, která vybavila pokoj chlapců, Ernsta a Herberta Tugendhatových.

#### Rekonstrukce koupelen
Sanitární vybavení koupelen realizovala ve 30. letech firma RAKO, která již pod rakouskou firmou Lasselsberger zajistila také renovaci bělninových obkladů (z pórovitých jílů).

### Smyšlená fabule románu Simona Mawera „Skleněný pokoj“
V roce 2018 ve vile probíhalo natáčení filmu Skleněný pokoj na motivy stejnojmenného románu Simona Mawera. Mawer román dokončil roku 2009 a téhož roku byl román zařazen do výběru Man Booker Prize, jeho fabule se od historické reality zásadně odlišuje. Jak píše Martina Lebedová ve své diplomové práci Simon Mawer’s The Glass Room and Its Spell over Private Histories, vytvořil Mawer mozaiku, v níž na pozadí „složitých dějin dvacátého století, které důkladně prozkoumal, historických faktů, existujících míst a osobností, osudů fiktivní rodiny, Landauersů, přidaných metaforami tvarů, barev, světel, symbolů a dojmy, které nevyhnutelně doplňují rodinné bohatství, radost i trápení.“. Rodina s Mawerovou fabulí vyjádřila nespokojenost. Překladatel Mawerova románu do češtiny se k Mawerové pojetí vyjádřil pro ČRo následovně: „Myslím si, že Simon Mawer udělal všechno, co bylo v jeho silách, aby jejich (rodiny) obavy rozptýlil. Že se mu to úplně nepovedlo, dokládá i fakt, že návštěvníci vily Tugendhat opravují její průvodce s odkazem na knihu Skleněný pokoj.“